# Seth Barnes Nicholson

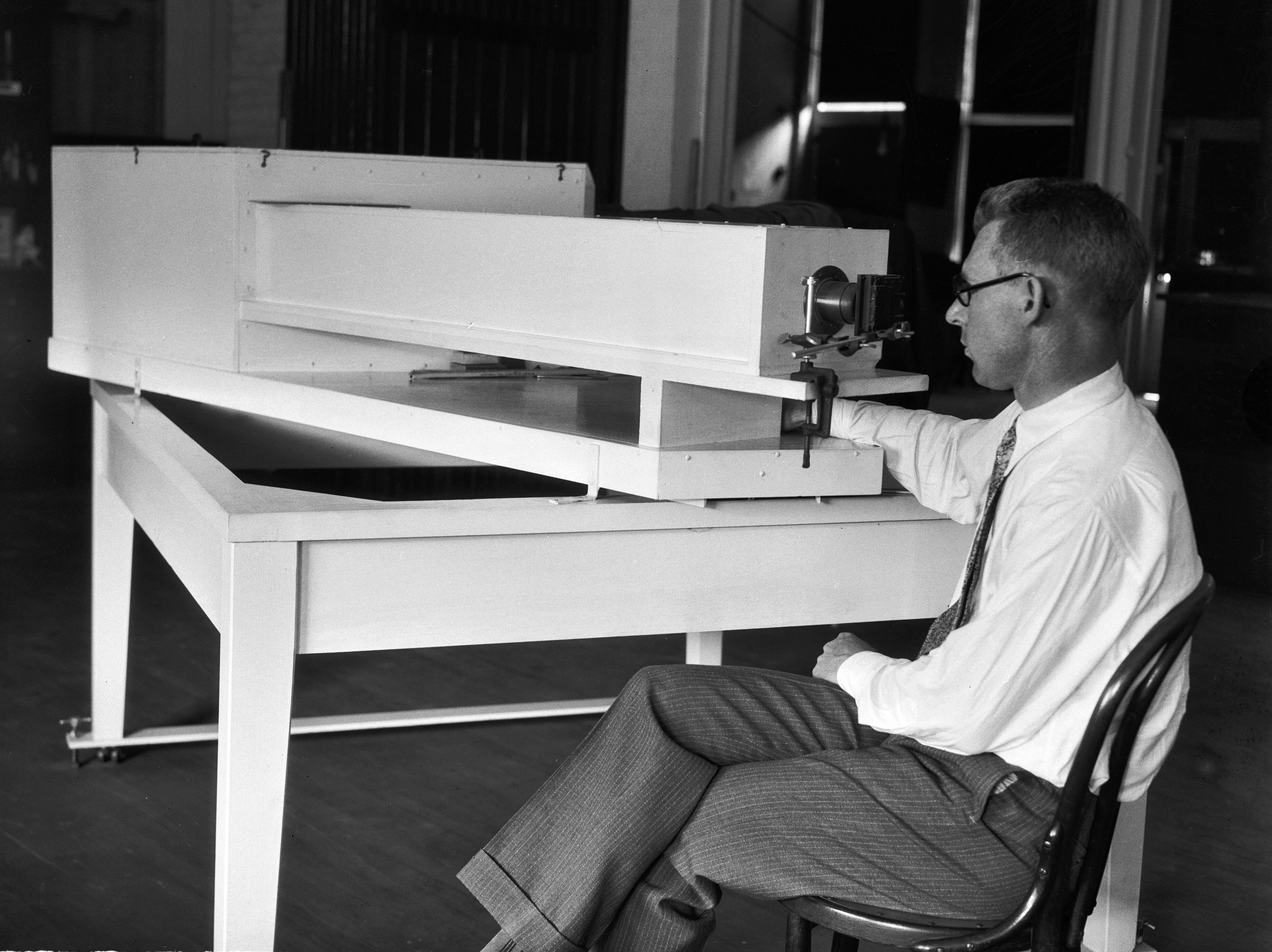
Seth Barnes Nicholson mit einem Spektroskop (1929)

Seth Barnes Nicholson (* 12. November 1891 in Springfield, Illinois; † 2. Juli 1963 in Los Angeles) war ein US-amerikanischer Astronom.

## Leben
Nicholson wuchs in der ländlichen Umgebung von Illinois auf und besuchte später die Drake University, wo sein Interesse für die Astronomie geweckt wurde. Im Jahr 1914 beobachtete er am Lick-Observatorium der Universität von Kalifornien den gerade entdeckten Jupitermond, der später Pasiphae benannt wurde. Dabei entdeckte er einen weiteren Mond bei Jupiter (Sinope), der die Bezeichnung Jupitermond IX erhielt. Nicholson berechnete die Bahn des Mondes 1915 im Rahmen seiner Doktorarbeit. 1916 entdeckte er den Asteroiden (878) Mildred.
Sein weiteres Berufsleben verbrachte er am Mount-Wilson-Observatorium, wo er drei weitere Jupitermonde, Lysithea, Carme (beide 1938) und Ananke (1951) sowie den trojanischen Asteroiden (1647) Menelaus, entdeckte. Außerdem berechnete er die Bahnen mehrerer Kometen und des Zwergplaneten Pluto. Sinope, Lysithea, Carme and Ananke wurden zunächst einfach als die Jupitermonde IX, X, XI und XII bezeichnet. Erst 1975 erhielten sie ihre Namen von der Internationalen Astronomischen Union (IAU), wobei sich Nicholson gegen eine Namensvergabe ausgesprochen hatte.
Seine Hauptaufgabe am Mount Wilson Observatorium war allerdings die Untersuchung der Sonnenaktivität, wobei er über Jahrzehnte hinweg Jahresberichte über Sonnenflecken-Aktivitäten erstellte. Er nahm an mehreren Expeditionen zur Beobachtung von Sonnenfinsternissen teil, um die Helligkeit und Temperatur der Korona der Sonne zu bestimmen.
In den frühen 1920er Jahren führte er gemeinsam mit Edison Pettit die ersten systematischen Untersuchungen von Himmelskörpern im Infrarot-Bereich durch. Die Messung der Infrarotstrahlung des Erdmondes und die daraus abgeleiteten Temperaturen führten zu der richtigen Annahme, dass die Mondoberfläche mit einer dünnen Staubschicht überzogen ist, die eine wärmeisolierende Wirkung aufweist. Die Temperaturmessungen von Roten Riesensternen ergab erste Hinweise zur Bestimmung von Sternendurchmessern.
1937 wurde Barnes in die National Academy of Sciences gewählt. Von 1943 bis 1955 war er als Editor und Vizepräsident für die Astronomical Society of the Pacific tätig. 1963 wurde ihm für seine Verdienste die Bruce Medal verliehen.
| (878) Mildred   | 6. September 1916 |
| (1647) Menelaus | 23. Juni 1957     |

Der Asteroid (1831) Nicholson, der Mondkrater Nicholson, der Marskrater Nicholson und die Regio Nicholson auf dem Jupitermond Ganymed sind nach ihm benannt.